# بانفو
بانفو (به لاتین: Banfu) یک شهرک در جمهوری خلق چین است که در ژونگشان واقع شده‌است. بانفو ۸۲٫۰ کیلومتر مربع مساحت و ۸۲٬۴۱۲ نفر جمعیت دارد.